# Kaplna
Kaplna é um município da Eslováquia, situado no distrito de Senec, na região de Bratislava. Tem 5,53 km² de área e sua população em 2019 foi estimada em 886 habitantes.

## Demografia
| Ano:        | 1994 | 2004   | 2014   | 2024    |
| ----------- | ---- | ------ | ------ | ------- |
| Broj ljudi: | 707  | 719    | 739    | 961     |
| Razlika:    |      | +1,69% | +2,78% | +30,04% |

| Ano:               | 2023 | 2024   |
| ------------------ | ---- | ------ |
| Número de pessoas: | 950  | 961    |
| Diferença:         |      | +1,15% |